# Teplá Vltava
Teplá Vltava är ett vattendrag i Tjeckien.   Det ligger i regionen Södra Böhmen, i den sydvästra delen av landet, 140 km söder om huvudstaden Prag.